# Hey Mama (Righeira)
Hey Mama è un singolo del duo musicale italiano Righeira, pubblicato nel 1984.

## Descrizione
La canzone, scritta da Stefano Righi (Johnson Righeira) e Stefano Rota per il testo e da Stefano Righi, Stefano Rota e Carmelo La Bionda per la musica, ha un ritmo parzialmente pop, con qualche aggiunta di stile disco. Il brano serviva da sigla finale del programma televisivo della RAI Colosseum e veniva cantata in video dagli stessi Righeira.
Il tema della canzone, come le altre canzoni del duo, è di forte tematica satirica, ed racconta di come è bello essere nato con le corna in testa, come si pronuncia nella introduzione della canzone. Nella canzone si alternano anche frasi come Em Buè e la frase Hey hey mama, dimmi perché, non posso mai portare le corna quando sono con te, che viene ripetuta ossessivamente nel corso della canzone.
Il titolo spagnolo della canzone, traducibile letteralmente in italiano come "hey mamma", si distingue, come le altre canzoni del duo, per l'iterazione del titolo e del relativo ritornello che non aggiunge ulteriori parole oltre a un ritmico hey hey mama, dimmi perché, non posso mai portare le corna quando sono con te, producendo un effetto di ridondanza ossessiva.

## Pubblicazione
Sul 45 giri furono pubblicate due versioni del brano: la facciata A contiene la versione italiana, che fu quella con la quale erano soliti esibirsi durante le promozioni televisive. La facciata B racchiude invece la versione in spagnolo.

## Tracce
7" (Italia), 12" (Italia)
- Lato A

1. Hey Mama (Italian Version) – 5:12

- Lato B

1. Hey Mama (Spanish Version) – 5:12

12" (Germania)
- Lato A

1. Hey Mama (Spanish Version) – 5:12

- Lato B

1. Hey Mama (Italian Version) – 5:12

## Formazione
Righeira
- Johnson Righeira – voce
- Michael Righeira – voce

Produzione
- La Bionda – produzione

## Classifiche
| Classifica (1984) | Posizione massima |
| ----------------- | ----------------- |
| Italia            | 46                |